# Volkswagen Saveiro
O Volkswagen Saveiro é um utilitário leve derivado da linha Gol, fabricado pela Volkswagen desde 1982.

## História

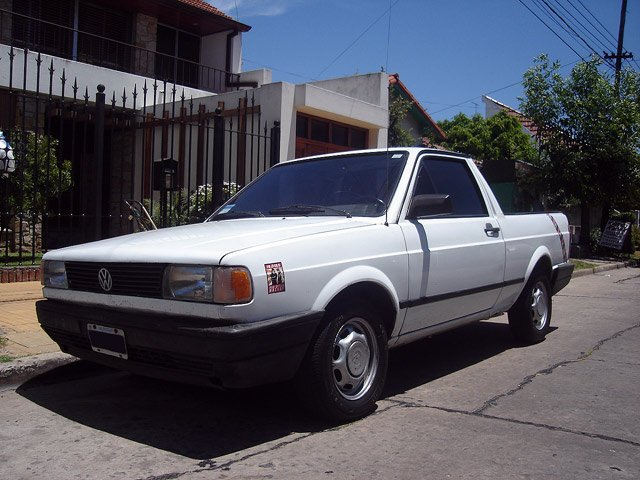
Saveiro G1 (quadrada)

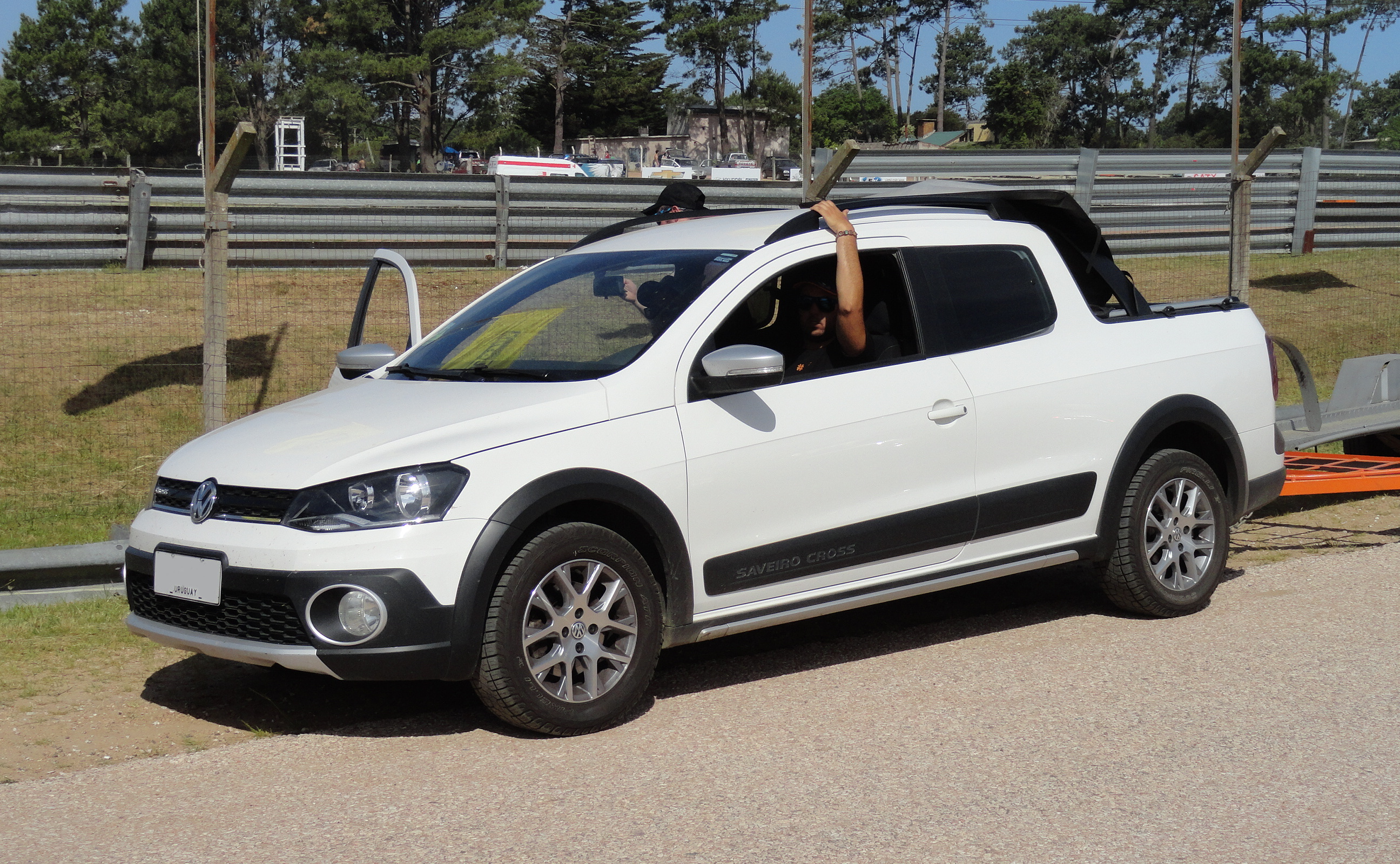
Saveiro Cross G6

No início dos anos 80 a família Gol já possuía um relativo sucesso mas faltava algo, sendo que a Fiat e Ford já tinham suas respectivas pick-ups Fiorino e Pampa, e a Volkswagen vendo esta necessidade, após o árduo desenvolvimento era lançada em setembro de 1982 a Saveiro. O nome foi inspirado em uma embarcação nordestina que transporta passageiros e carga fazendo jus a funcionalidade do carro. Lançada com o DNA do Gol, o velho motor boxer 1.6 refrigerado a ar, um motor confiável porém ultrapassado, seus concorrentes eram mais modernos e tinham refrigeração a água, a VW introduziu o propulsor refrigerado a água na linha 1985.
Também foi fabricada com motorização diesel, exclusivamente para exportação pois a legislação brasileira na época já proibia o uso deste combustível em veículos de passeio, permitindo apenas em utilitários com capacidade de carga superior a 1000 kg  ou com tração nas 4 rodas. Para exportação recebeu os motores 1.5, 1.6 (vindo da Kombi Diesel) e o 1.9 (originário do Golf). Até hoje são muito procuradas e valorizadas as adaptações feitas por proprietários com o motor 1.6 da Kombi diesel, visto que seu consumo é muito baixo (atingindo 20 km/l na cidade). Há versões desta também com cabine dupla, feita por concessionárias.
Era o utilitário leve mais vendido do Brasil até em 2002, quando perdeu o posto para a Fiat Strada.
No início de 2010 a pick-up estreou a sua quinta geração seguindo o mesmo caminho do Novo Gol e Novo Voyage, assim tentando recuperar a liderança nesse segmento. Atualmente a Fiat Strada lidera absolutamente na categoria. A Chevrolet Montana, era a segunda colocada, a VW Saveiro vinha logo em terceiro, já em maio de 2010 a Saveiro conseguiu chegar na segunda posição de utilitários vendidos, alcançando 5.649 emplacadas, três posições abaixo de sua principal concorrente a Fiat Strada.
Na nova geração o modelo passou por uma reformulação total. Adotou nova dianteira e traseira, tanto na carroceria, quanto suspensão, freios e motorização. A antiga disposição do motor na longitudinal foi aposentada, dando lugar ao motor transversal de 101/104 cv (gasolina/etanol, respectivamente). A suspensão foi remodelada, com bastante semelhança aos mais recentes veículos da marca, para um melhor rendimento tanto carregada quanto vazia. O sistema de câmbio melhorou seus engates com a mudança. O interior sofreu as mesmas alterações feitas no Novo Gol e Novo Voyage, novo painel, novo quadro de instrumentos, novo acabamento interno. Para o lançamento do novo modelo a Volkswagen lançou 2 configurações de carroceria: cabine estendida e cabine simples. Em 2010 a Volkswagen decidiu lançar a nova versão do modelo: Saveiro Cross que conta com a cor Laranja Atacama (a mesma usada no lançamento do novo CrossFox). Em 2013 a Volkswagen lançou a Saveiro geração 6 que segue o novo padrão global da marca, ficando com traços do Gol e Voyage, tendo como mudança apenas um aplique abaixo de sua grade frontal em sua versão Trend, e algumas mudanças na versão topo de linha Cross.
Em 2014, a Volkswagen lançou a Saveiro Cabine Dupla para concorrer com sua principal rival, a Fiat Strada. A Saveiro, no entanto, é homologada para levar cinco passageiros, enquanto a Strada leva apenas quatro, além de ter algumas tecnologias que a concorrência não tem, como freio a disco nas quatro rodas, controle de tração e estabilidade, assistente de partida em rampa, bloqueio eletrônico de diferencial e freios ABS com função off-road. Em 2016, a Saveiro passa por novo facelift e ganha nova frente exclusiva com faróis, grade e para-choques novos e a traseira ganha novas lanternas e nova caçamba inspirada na Amarok. Além do interior ser todo renovado com as mesmas alterações aplicadas no Gol e Voyage com saídas de ar retangulares, botões dos vidros elétricos estreitos e central multimídia Discovery Media com GPS e compatível com os sistemas Apple Car Play e Android Auto.
Atualmente, na linha 2017, a Saveiro é oferecida nas seguintes versões: Robust, Starline, Trendline, Highline, Cross e Surf, com opção de cabine simples, estendida ou dupla. O modelo Cross vem equipado com o novo motor MSI 1.6 16V que rende 110 cavalos com gasolina e 120 cavalos com etanol, as demais versões ainda são equipadas com o antigo motor VHT 1.6 8V, que anteriormente equipava o Gol Power e o Voyage Comfortline, e produz 101 cv (gasolina) e 104 cv (etanol). Todas vêem com câmbio manual de cinco velocidades.

## Ligações Externas
- Volkswagen Saveiro
- Quatro Portas: Saveiro 2016 chega sem novidades ao mercado
- Quatro Rodas. Grandes Brasileiros: Volkswagen Saveiro (1ª geração)